# ديفيد بول (لاعب كرة قدم)
ديفيد بول (بالإنجليزية: David Poole)‏ (12 نوفمبر 1984 في المملكة المتحدة - ) هو لاعب كرة قدم بريطاني في مركز جناح ‏. لعب مع ستوكبورت كونتي ومانشستر يونايتد ونادي هايد إف سي ويوفل تاون وDroylsden F.C. ‏ ودارلينجتون إف سى.

## وصلات خارجية
- ديفيد بول على موقع قاعدة بيانات كرة القدم.إي يو (الإنجليزية)
- ديفيد بول على موقع Soccerbase.com (لاعب) (الإنجليزية)